# 寶隆里
寶隆里（臺灣客家語南四縣腔：boˋ longˇ liˊ），位於台灣高雄市甲仙區西南，里轄11鄰，過去居民種植匏仔，又舊稱匏仔寮（臺灣客家語南四縣腔：puˇ eˋ liauˇ），為一茄拔社系統大武壠族人於 18 世紀所建立之部落，當前主要居民為大武壠族人與漢人混居。本地在南橫公路開通前為人車前往甲仙必經之路，經濟繁榮。後國民政府來臺後因覺地名不雅，依據此地當時為全區首善興「隆」之村里，並取「匏」諧音「寶」，將「匏仔寮」改名為「寶隆」。

## 信仰
匏仔寮大武壠族人傳統信仰為祖靈信仰，部落西南端入口處即為信仰中心公廨，公廨內放置典型大武壠族信仰中的向神座，族人相信為「太祖」所在之處，與小林村、阿里關同樣信奉 7 位太祖，所有祭品均為 7 份，每年農曆 3 月 26 日「禁向」與 9 月 15 日「開向」定期由「向頭」與巫師（saifu）帶領舉行歲時祭儀。
與其他大武壠族祖靈信仰不同之處在於，匏仔寮當地 7 位太祖的化身形象為 7 顆珠子，只有當每年夜祭之時，尪姨吟唱祭歌，這 7 顆珠子才會再度飛回公廨，一起參與祭典。平日若族人冒犯了太祖，珠子就會鑽進該人的皮膚裏，使得族人痛苦不堪，直到族人至公廨悔過，或由會處理的人唱歌以安撫太祖，珠子才會離開犯錯族人的身體。
國民政府來台後，一次屏東某寺廟的神祇出巡至匏仔寮，認為該部落太祖太會捉弄人，因而收伏祂們，族人也順勢拆了公廨。傳說當時最小的太祖僥倖逃走，至今仍在匏仔寮某棵樹上安歇。

## 另見
- 大武壠族